# Ludingakerke
Ludingakerke (Fries: Lúntsjerk) was een klooster dat in 1158 werd gesticht door de familie Ludinga. Het lag bijna drie kilometer ten oosten van Herlinge, de plek waar later de stad Harlingen zou ontstaan. Nadat het klooster in 1515 was verwoest zetten de kloosterbroeders hun werk voort in Achlum. In 1580 werd het daar opgeheven. Het klooster hoorde tot 1428 bij de congregatie van de Limburgse abdij Kloosterrade (in de Franse tijd veranderd in Rolduc) en daarna bij de congregatie van Windesheim.

## Voorgeschiedenis
Hartbert van Bierum was in 1139 bisschop van Utrecht geworden. Hij was afkomstig uit het Friese gebied Bierum (met de dorpen Sexbierum, Pietersbierum en Oosterbierum) en van adellijke afkomst. Als bisschop bevoordeelde hij zijn broers met de burggraafschappen van Groningen en Coevorden. Daarmee had de familie Van Bierum grotere belangen in het Oversticht dan in Friesland. Het bezit van de familie Ludinga grensde aan Bierum en een nauwe band, wellicht zelfs een familieband tussen Van Bierum en Ludinga is niet ondenkbaar. Het was eerder voorgekomen dat verwanten van een tot bisschop opgeklommen edelman een klooster hadden gesticht in het gebied waar de familie oorspronkelijke zijn grootste belangen had gehad.

## Stichting
Het initiatief om een klooster te stichten ging uit van de voorname, waarschijnlijk adellijke familie Ludinga en de kerkvoogden van hun kerk. Men vroeg bij monde van Eilwerdus de Ludingekercke en enkele Ludingmanni aan de bisschop van Utrecht Godefrides, de opvolger van Hartbert, om een zekere Wigboldus als abt aan te stellen. Deze moest de kloosterlingen onderwijzen in de regel van Augustinus. De familie schonk hun oorspronkelijk aan Sint Martinus gewijde parochiekerk aan het klooster. Van zijn kant schonk de bisschop de helft van de Sint Martinuskerk van Minnertsga aan het nieuwe klooster, dat ook wel de Sint Martinusabdij van Ludingakerke werd genoemd. De Limburgse abdij Kloosterrade (Rolduc), waar in 1136 Hartbert’s zoon Gozewijn was ingetreden, werd het moederklooster van Ludingakerke.

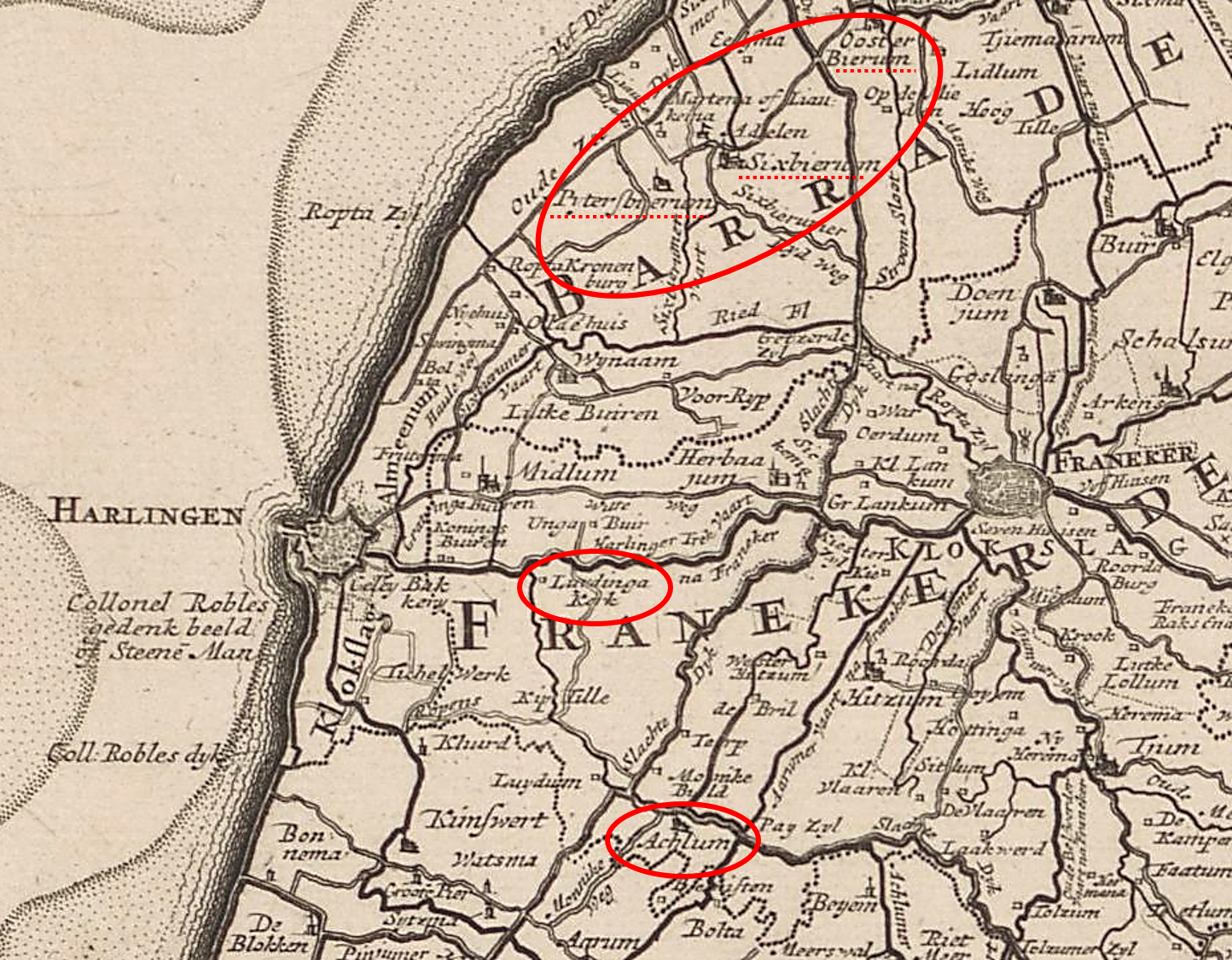
Gemarkeerd zijn Ludingakerke, Achlum en de omgeving van Bierum

## Het klooster in zijn omgeving
In Kloosterrade waren de uiterst strenge kloosterregels enigszins verzacht om de religieuze beleving meer ruimte te geven. Er werd minder lang gezongen, de zwijgplicht was deels opgeheven en de kleding wat comfortabeler gemaakt. Ludingakerke volgde het moederklooster en liturgie en studie waren er belangrijker dan ascese en handenarbeid. 
Om het steeds omvangrijker wordende landbezit te onderhouden werden lekenbroeders ingezet op zogenoemde uithoven. Het toen nog vrij omvangrijke kweldergebied ten westen van Harlingen werd door hen ontwaterd door sloten te graven. Omdat het klooster in later eeuwen ook uithoven kreeg bij Monnikendam en op Texel en Vlieland was het onderhouden van de vaarroute van het klooster naar het Vlie van belang. Ook voor zoutwinning uit verzilt veen en voor baksteenproductie moest er gegraven worden.
De reguliere kanunniken hielden zich bezig met de zielzorg, eerst in de eigen parochie, later ook in de verworven uithoven.

## Uithoven en dochterkloosters
Al voor 1283 had Ludingakerke bij Monnickendam een uithof. Nog in 1422 benoemde de abt er een pastoor, maar een jaar later gingen daar de patronaatsrechten verloren. De uithoven op de eilanden kreeg Ludingakerke in de 14e eeuw als schenking van de graaf van Holland. Op Texel waren het er twee, bij Den Burg in 1353 (Monnikenhove, Graevendael) en bij De Waal in 1360 (Berger huse) en op Vlieland één in 1379, de monic van Vlieland, ook wel Monkesand genoemd.
Door lekenbroeders bemande schepen haalden bij deze uithoven de producten die in het Friese weidegebied niet werden geteeld, zoals rogge en tarwe.
In de dertiende eeuw werden vier dochterkloosters gesticht: het Haskerconvent omstreeks 1231, klooster Bergum vóór 1234, klooster Anjum in 1253 en het vrouwenklooster in Achlum vóór 1270.

## Deelname aan partijtwisten
In de onrustige periode van de Friese Vrijheid werd er veel onderling gevochten. Bij een verzoening tussen Friezen en Groningers in 1338 hadden de abten van de Friese kloosters een bemiddelende rol gespeeld en waren mede ondertekenaars van de oorkonde. Wanneer Schieringers en Vetkopers elkaar bestreden waren kloosters vaak zelf ook partij. In 1341 vochten de monniken van klooster Lidlum tegen die van Ludingakerke en Oldeklooster. 
Het Schieringse Oldeklooster kreeg in 1377 een abt die meer hield van wapens dan van boeken en in 1380 kwam het tot een gevecht met het inmiddels Vetkoperse Ludingakerke in de buurt van Arum. Aan beide kanten vielen doden.
 
In 1420 sloot abt Oedze van Ludingakerke mede namens kelners, raden en de gemene meente van het convent, vrede met de Oost-Friese krijgsheer Ocko II tom Brok en Stad Groningen en Ommelanden. Een jaar later vroeg dezelfde abt aan hertog Jan van Beieren hulp, want als gevolg van de vijandelijkheden van de Oost-Friese hoofdeling Focko Ukena en zijn trawanten had het klooster grote schade geleden: 8000 kronen door roven, branden en brandschatting. Ook het vrouwenklooster in Achlum was belaagd en een deel van de vrouwen was vertrokken naar woningen tussen ‘werelds volk’. Daarop maande de hertog de grietmannen, hoofdelingen en rechters in Friesland om de abt met de zijnen te beschermen tegen apostaten.
In 1422 vielen de monniken van Oldeklooster opnieuw Ludingakerke aan, maar toevallig waren daar verscheidene edelen aanwezig om een onderling verdrag op te stellen. Met hun hulp werden de aanvallers verdreven en achtervolgd tot Arum, waar aan beide kanten nog meer slachtoffers vielen. Een latere poging van Ludingakerke om Oldeklooster te overrompelen mislukte.

## Aansluiting bij Windesheim
Ludingakerke had rond 1400 een slechte naam gekregen, vooral door het gebrek aan discipline bij de lekenbroeders. Pastoors uit de omgeving maakten zich zorgen en deden een oproep het Nest te suyveren. Er werden in 1423 enkele hervormingen ingevoerd door abt Hoytetus, maar hij slaagde er niet in het klooster bij de congregatie van Windesheim onder te brengen. Hij vertrok in 1425 naar Haarlem, zijn opvolger Johannes stierf in 1427. Daarop benoemde paus Martinus V de pastoor van Burgwerd Theodoricus Stempel voor zeven jaar als bestuurder van het klooster, maar al snel bleek hij niet succesvol. In 1429 kwam de prior van St. Agnietenberg met zestien broeders naar Ludingakerke en in datzelfde jaar werd het klooster opgenomen in het kapittel van Windesheim.
De hervormingen waren geïnspireerd door de moderne devotie die een reactie was op de misstanden onder de geestelijkheid en in de leiding van de kerk. Klooster Ludingakerke ontwikkelde zich vervolgens tot een gedreven gemeenschap die zich aan de regels hield, waardoor hun gebedsvoorspraak weer hoog werd aangeslagen. Friezen uit de maatschappelijke bovenlaag bestemden in hun testament geld voor diverse kloosters waaronder Ludingakerke. Zo liet Tiete Sickes van Nijenhuis uit Wijnaldum in haar testament (1507) vastleggen dat ze begraven wilde worden in de kerk van het klooster. Verder kregen de kloosterbroeders vijftig gulden om voor haar ziel te bidden en kregen ze het land dat ze al zeven jaar gebruikten nu in bezit. Als tegenprestatie moesten ze tot ewyghen tyden bidden voor de zielen van haar en haar ouders.

## Ludingakerke en dijkplicht
Het klooster is waarschijnlijk vanaf de stichting betrokken geweest bij dijkaanleg en dijkonderhoud. Als de Saksische hertogen het vanaf 1498 voor het zeggen hebben willen ze in 1501 dat de dijk bij Harlingen dezelfde hoogte, dikte en grootte krijgt als de Bildtdijk, waaraan op dat moment wordt gewerkt. Voor de dijk bij Harlingen zijn de stad en het klooster verantwoordelijk en wel in maeten zy dat von oldes to doene schuldig gewest. Het was dus al een oude verplichting. Nadat Georg Schenck van Toutenburg in 1533 het dijkonderhoud voor heel Westergo op een nieuwe leest had geschoeid, kreeg het klooster, dat inmiddels in Achlum zetelde, een stuk dijk bij Makkum te onderhouden tussen de Oldekloosterzijl en de Achlummerzijl.

## Verplaatsing naar Achlum
Na de overgang naar Windesheim in 1429 werd de priorij in Achlum opgeheven. De gebouwen en het land werden als uithof gebruikt. Een deel van de Friezen (Vetkopers, Ommelanders, de stad Groningen en het graafschap Oost-Friesland) verzette zich na 1498 tegen de Saksische hertogen. Zij zochten steun bij de Hertog van Gelre. In 1515 werd Ludingakerke slachtoffer van de strijd tussen Saksen en Geldersen: Luynekercke worde wuyt Harllinghen gheheel verbrandt. Wederopbouw was niet aan de orde, de monniken brachten in 1518 hun convent over naar Achlum. De geuzen verwoesten in 1572 de gebouwen die daar in gebruik waren als klooster.

## Het einde van het convent van Ludingakerke
Na het verraad van Rennenberg in maart 1580 ontstond er een sterke anti-katholieke sfeer. In april 1580 besloten de afgevaardigden op de Friese Landdag in Leeuwarden tot een grondige evangelische reformatie. De katholieke godsdienst werd verboden en de kloosters werden opgeheven. De kloostereigendommen kwamen aan de provincie Friesland. In november 1580 gaf de provincie opdracht Cloosters gans ende geheel totten gront aff uyt te roeyen ende te slichten. Dit gold voor de kloosters op het platteland, zodat de vijand er geen gebruik van kon maken. De muren moesten met de grond gelijk worden gemaakt, hout en stenen mochten worden gebruikt voor zijlen, dammen en versterking van de zeedijken.